# Planungsregionen in Rumänien

Administrative Karte Rumäniens mit Kreisen und Planungsregionen

Die acht Planungsregionen in Rumänien (rumänisch Regiunile de dezvoltare ale României) wurden im Jahr 1998 im Zuge der Vorbereitung auf die EU-Mitgliedschaft auf der Grundlage des Gesetzes 151/1998 ins Leben gerufen. Administrativ ist Rumänien in 41 Kreise (rumänisch județ, pl. județe) und die Hauptstadt Bukarest unterteilt. In den Planungsregionen sind jeweils mehrere Kreise zusammengefasst. Teils erfolgte die Zuordnung gemäß den historischen Regionen Rumäniens, teils wurden diese ignoriert.
Den Planungsregionen wurden keine wichtigen realen Befugnisse übertragen, da es sich bei ihnen nicht um Verwaltungs- und Territorialeinheiten handelt. Sie haben keine eigene Rechtspersönlichkeit und sind durch ein Übereinkommen konstituiert worden, das von den Vertretern der jeweiligen Kreisräte bzw. des Stadtrats von Bukarest unterzeichnet wurde. Kritiker weisen darauf hin, dass die Zusammenfassung der Kreise nicht immer kohärent ist und eher die Verdeckung regionaler Disparitäten fördert, anstatt diese offen sichtbar zu machen.
Zum regionalen Vergleich sind die kombinierten Werte aus der Region Süd mit der Hauptstadtregion angegeben.
| Rumänischer Name   | Deutscher Name     | Fläche in km² | Einwohner (2021) | Einwohner pro km² | BIP pro Kopf in Euro (2018) |
| ------------------ | ------------------ | ------------- | ---------------- | ----------------- | --------------------------- |
| Nord-Vest          | Nordwest           | 34.159        | 2.536.222        | 74                | 9.800                       |
| Centru             | Zentrum            | 34.100        | 2.302.227        | 68                | 9.900                       |
| Nord-Est           | Nordost            | 36.850        | 3.157.192        | 86                | 6.600                       |
| Sud-Est            | Südost             | 35.762        | 2.350.135        | 66                | 8.700                       |
| Sud (Muntenia)     | Süd (Muntenien)    | 34.453        | 2.868.065        | 83                | 8.100                       |
| București și Ilfov | Bukarest und Ilfov | 1.821         | 2.322.961        | 1.226             | 24.200                      |
| Sud-Vest (Oltenia) | Südwest (Oltenien) | 29.212        | 1.891.562        | 65                | 7.900                       |
| Vest               | West               | 32.034        | 1.757.837        | 55                | 10.800                      |
| România            | Rumänien           | 238.391       | 19.186.201       | 80                | 10.500                      |